# Elemér Balázs Group
Die Elemér Balázs Group ist eine ungarische Jazzband, die 2000 durch den Schlagzeuger Elemér Balázs gegründet wurde.
Die Band wurde in ihrem Heimatland mit dem Fonogram-Preis 2005 ausgezeichnet und wirkte an europäischen Jazzfestivals mit (z. B. Wien, London, Berlin, Haag, Prag, Preßburg, Skopje).
Ihr Stil ist geprägt durch den Kontrast der männlichen und der weiblichen Gesangsstimme. Die Gruppe ist schwer auf einen bestimmten Jazzstil festzulegen, da die Elemér Balázs Group häufig musikalische Motive aus verschiedenen Kulturen zitiert und einarbeitet.

## Mitglieder
- Elemér Balázs (* 1967), der Gründer dieser Jazzband, ist seit Mitte der 1980er Jahre in der ungarischen Jazz-Szene aktiv. Er spielte in der Gruppe „No-Spa“, war Stütze von Trio Midnight und Schlagzeuger des Creative Art Ensemble. Seit 1995 erstellte er mehrere Solo-Alben und gründete 2000 die Elemér Balázs Group.

- József Balázs (* 1978), Keyboard, ist der Bruder des Bandgründers. Er debütierte im Album My New Way seines Bruders Elemér. Er gewann den zweiten Preis des Gábor-Balogh-Füsti-Jazzwettbewerbs und den „Preis des besten Solisten“ des Jazz Juniors-Wettbewerbs in Krakau.

- Áron Komjáti (* 1986) erhielt ab 2005 in Budapest Gitarrenunterricht, bevor er an der Jazzabteilung der Liszt-Akademie bei Gyula Babos und Sándor Horányi studierte. Seit 2012 gehört er zur Elemér Balázs Group, spielt aber auch im Modern Art Orchestra von Kornél Fekete-Kovács.

- Krisztián Pecek Lakatos (* 1989) begann mit neun Jahren Kontrabass zu spielen. Obgleich im Jazz Autodidakt, gewann er bereits mit 13 Jahren den Jazz-Kontrabass-Wettbewerb des Ungarischen Radios.

- József Czibere (* 1977) gehört als Perkussionist seit 2008 zur Elemér Balázs Group. Er arbeitete auch mit LGT und dem Budapest Jazz Orchestra.

- Milan Szakonyi (* 1991) ist seit 2013 Sänger der Elemér Balázs Group. Er ist Gründungsmitglied der A-cappella-Gruppe Budapest Voices und begleitete Boglárka Csemer beim Eurovision Song Contest 2015 in Wien.

- Cintia Horváth (* 1993) wollte Geigerin werden, fand aber später zum Gesang. Sie studierte an der Jazz-Abteilung der Franz-Liszt-Musikakademie und leitete ein eigenes Quintett, sang aber auch für Bobby McFerrin.

Zuvor gehörten bereits Musiker wie Gábor Winand, Henriett Czerovszky bzw. Klára Hajdu, László Dés, Gábor Juhász bzw. Dávid Lamm, Péter Glaser bzw. Márton Soós und András Dés der Formation an.

## Diskographie
- Around the World (2002, BMC Records, mit Mihály Dresch)
- Our Worlds Beyond (2003, BMC Records; mit Charlie Mariano, László Dés)
- Refracting Sounds (2004, BMC Records; mit László Dés, Mihály Borbély, Miklós Lukács, György Czvikovszky) - Fonogram-Preis, 2005
- Magyar Népdalok (Ungarische Volkslieder) (2005, X Edition; mit Bea Palya, Ági Szalóki)
- Early Music (2007, X-Produkcio), mit Núria Rial, Voces4 Ensemble (Mizsei Zoltán, Demjén András, Gyulai Csaba, Hegyi Barnabás), Mizsei Zoltán, Hegyi Barnabás, Kallai Nóra
- Memories – Dedicated to Mother (2009, X-Produkcio)
- The New BEGinning (2013)
- Endless Love / Örök Szerelem (2015, Hunnia Records & Film Production)
- Sounds of Diversity (2018, Hunnia Records & Film Production)